# Новая партия (Тайвань)
Cиньда́н (кит. трад. 中國新黨, упр. 中国新党, пиньинь Zhōngguó Xíndǎng, палл. Чжунго Синьдан, буквально: «Китайская Новая партия») — правоцентристская политическая партия Китайской Республики, выступающая на позициях консерватизма, китайского национализма. Одна из «малых» партий (minor) на Тайване. Является частью «Большой Синей коалиции».

## История

### Ранние годы, эра Чжао Шаокана
Новая партия была создана в результате раскола правящей тогда партии Гоминьдан в августе 1993 года членами так называемого «Нового Альянса» Гоминьдана. Лидеры Альянса обвинили председателя Гоминьдана и президента республики Ли Дэнхуэя в автократии и отхода от идеи объединения Китая. Первоначально партия хотела сохранить название фракции, однако могло получиться наложение названий. Название «Новая партия» появилось благодаря успехам на выборах «Новой партии Японии», которая существовала в 1992—1994 годах.
В середине 1990-х годов партии удалось привлечь внимание пожилых сторонников Гоминьдана, а также небольшую часть городской молодежи. Развитию Новой партии способствовали бывший министр финансов Ван Цзяньсюан и директор экологических программ Чао Шаокун, которые были харизматическими лидерами с безупречным прошлым.
На выборах в Национальную ассамблею в 1996 году получила 13 % мест.
На президентских выборах 2000 года партия объявила о выдвижении писателя-диссидента Ли Ао. В период выборов большинство сторонников партии поддерживало Джеймса Суна, лидер Новой партии и сам Ли Ао также призывали отдать голоса за него. На выборах 2001 года в Законодательный Юань партия смогла занять только одно место от Кинмэня.
На выборах 2006 года Новая партия значительно усилила позиции, проведя несколько партийцев в государственную власть. Также она получила четыре места в штабе мэра Тайбэя.
На выборах в Законодательный Юань 2008 и 2020 годов партия не смогла занять ни одного места.

## Списки лидеров

### Список председателей
| № | Председатель | В должности                       | Срок | Фото    | Почётный Председатель |
| 1 | Чжао Шаокан  | 27 июля 1993 — 10 мая 1994        | 1    |         | —                     |
| 2 | Ю Мумин      | 10 мая 1994 — 22 августа 1995     | 2    |         | Чжао Шаокан           |
| 2 | Ю Мумин      | 22 августа 1995 — 22 августа 1996 | 3    |         | Чжао Шаокан           |
| 2 | Ю Мумин      | 22 августа 1996 — 22 августа 1997 | 4    |         | Чжао Шаокан           |
| 2 | Ю Мумин      | 22 августа 1997 — 22 августа 1998 | 5    |         | Чжао Шаокан           |
| 2 | Ю Мумин      | 22 августа 1998 — 22 января 1999  | 6    |         | Чжао Шаокан           |
| 2 | Ю Мумин      | 22 января 1999 — 20 марта 2000    | 7    |         | Чжао Шаокан           |
| 2 | Ю Мумин      | 20 марта 2000 — 20 марта 2001     | 8    |         | Чжао Шаокан           |
| 2 | Ю Мумин      | 20 марта 2001 — 22 января 2002    | 9    |         | Чжао Шаокан           |
| 2 | Ю Мумин      | 22 января 2002 — 27 июня 2003     | 10   |         | Чжао Шаокан           |
| 2 | Ю Мумин      | 27 июня 2003 — 27 июня 2005       | 11   |         | Чжао Шаокан           |
| 2 | Ю Мумин      | 27 июня 2005 — 27 июня 2007       | 12   |         | Чжао Шаокан           |
| 2 | Ю Мумин      | 27 июня 2007 — 27 июня 2009       | 13   |         | Чжао Шаокан           |
| 2 | Ю Мумин      | 27 июня 2009 — 27 июня 2011       | 14   |         | Чжао Шаокан           |
| 2 | Ю Мумин      | 27 июня 2011 — 27 июня 2013       | 15   |         | Чжао Шаокан           |
| 2 | Ю Мумин      | 27 июня 2013 — 27 июня 2015       | 16   |         | Чжао Шаокан           |
| 2 | Ю Мумин      | 27 июня 2015 — 27 июня 2017       | 17   |         | Чжао Шаокан           |
| 2 | Ю Мумин      | 27 июня 2017 — 21 февраля 2020    | 18   |         | Чжао Шаокан           |
| 3 | У Чэндянь    | 21 февраля 2020 — 2 февраля 2021  | 19   |         | Чжао Шаокан           |
| 3 | У Чэндянь    | с 2 февраля 2021                  | 19   | Ю Мумин |                       |

#### Список заместитель первый председателей
| №     | Зампредседатель | В должности                       | Срок | Председатель |
| 1     | Ю Мумин         | 27 июля 1993 — 10 мая 1994        | 1    | Чжао Шаокан  |
| 2     | Ван Цзяньсюань  | 10 мая 1994 — 22 августа 1995     | 2    | Ю Мумин      |
| 3     | Чэнь Гуймяо     | 22 августа 1995 — 22 августа 1996 | 3    | Ю Мумин      |
| 3     | Чэнь Гуймяо     | 22 августа 1996 — 22 августа 1997 | 4    | Ю Мумин      |
| 4     | Чжоу Яншань     | 22 августа 1997 — 22 августа 1998 | 5    | Ю Мумин      |
| 5 (3) | Чэнь Гуймяо     | 22 августа 1998 — 25 декабря 1998 | 6    | Ю Мумин      |
| 6     | Фэн Динго       | 25 декабря 1998 — 22 января 1999  | 6    | Ю Мумин      |
| 7     | Ли Цинхуа       | 22 января 1999 — 20 марта 2000    | 7    | Ю Мумин      |
| 8     | Хао Лунбинь     | 20 марта 2000 — 20 марта 2001     | 8    | Ю Мумин      |
| 9     | Се Цида         | 20 марта 2001 — 25 декабря 2001   | 9    | Ю Мумин      |
| 10    | Ин Чжихун       | 25 декабря 2001 — 22 января 2002  | 9    | Ю Мумин      |
| 11    | Ли Шэнфэн       | 22 января 2002 — 27 июня 2003     | 10   | Ю Мумин      |
| 11    | Ли Шэнфэн       | 27 июня 2003 — 27 июня 2005       | 11   | Ю Мумин      |
| 11    | Ли Шэнфэн       | 27 июня 2005 — 27 июня 2007       | 12   | Ю Мумин      |
| 11    | Ли Шэнфэн       | 27 июня 2007 — 27 июня 2009       | 13   | Ю Мумин      |
| 11    | Ли Шэнфэн       | 27 июня 2009 — 27 июня 2011       | 14   | Ю Мумин      |
| 11    | Ли Шэнфэн       | 27 июня 2011 — 27 июня 2013       | 15   | Ю Мумин      |
| 11    | Ли Шэнфэн       | 27 июня 2013 — 27 июня 2015       | 16   | Ю Мумин      |
| 11    | Ли Шэнфэн       | 27 июня 2015 — 27 июня 2017       | 17   | Ю Мумин      |
| 11    | Ли Шэнфэн       | 27 июня 2017 — 21 февраля 2020    | 18   | Ю Мумин      |
| 11    | Ли Шэнфэн       | с 21 февраля 2020                 | 19   | У Чэндянь    |

### Список почётный председателей
| № | Почётный Председатель | В должности                  | Срок | Фото |
| 1 | Чжао Шаокан           | 10 мая 1994 — 2 февраля 2021 | 1    |      |
| 2 | Ю Мумин               | с 2 февраля 2021             | 2    |      |

## «Революционный комитет Гоминьдана» в КНР
Во время гражданской войны некоторая часть членов партии перешла на сторону коммунистов, войдя в состав прокоммунистического «Единого фронта» в виде так называемого Революционного комитета Гоминьдана. Эта организация существует в КНР и поныне.